# Dreiband-Weltmeisterschaft der Junioren 2007

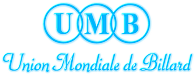
Logo UMB (ausrichtender Verband)

Die Dreiband-Weltmeisterschaft der Junioren 2007 war ein Turnier in der Karambolagedisziplin Dreiband und fand vom 13. bis 16. September im neu eröffneten Leistungszentrum des Billardsports in Los Alcázares in der Provinz Murcia statt.

## Teilnehmer
Das Teilnehmerfeld setzt sich aus den Kontinentalverbänden wie folgt zusammen:
- Titelverteidiger (Wildcard) UMB: 1
- CEB: 9
- CPB: 3
- ACBC: 2
- organisierende Verband: 1

| Titelverteidiger | Titelverteidiger               |
| ---------------- | ------------------------------ |
| 1                | Javier Palazón (Europameister) |
| Europa (CEB)     |                                |
| 2                | Antonio Ortiz                  |
| 3                | Glenn Hofman                   |
| 4                | Cédric Melnytschenko           |
| 5                | Halit Erensayin                |
| 6                | Marco Janssen                  |
| 7                | Sameh Sidhom                   |
| 8                | Nick Zuijkerbuijk              |
| 9                | Jorge Cantó                    |
| 10               | Goncalo Rodrigues              |

| Amerika (CPB) |                 |
| 11            | Juan Medina     |
| 12            | Alan Campos     |
| 13            | Marcelo Fransoy |
| Asien (ACBC)  |                 |
| 14            | Kim Haeng-jik   |
| 15            | Yusuke Mori     |
| Wildcard Org. |                 |
| 16            | Adrian Legazpi  |

## Modus
Gespielt wird in der Vorrunde in vier Gruppen zu je vier Spielern im Round-Robin-Modus im Satzsystem Best of 3 sets. Die beiden Gruppenersten zogen in die Endrunde ein, wo im K.-o.-System in Best of 5 Sets gespielt wurde. Die Shot clock stand auf 50 Sekunden.

## Gruppenphase
| Abschlusstabelle Gruppe A | Abschlusstabelle Gruppe A | Abschlusstabelle Gruppe A | Abschlusstabelle Gruppe A | Abschlusstabelle Gruppe A | Abschlusstabelle Gruppe A | Abschlusstabelle Gruppe A | Abschlusstabelle Gruppe A | Abschlusstabelle Gruppe A | Abschlusstabelle Gruppe A |
| Platz                     | Name                      | MP                        | SV                        | Pkt.                      | Aufn.                     | GD                        | BED                       | BSD                       | HS                        |
| ------------------------- | ------------------------- | ------------------------- | ------------------------- | ------------------------- | ------------------------- | ------------------------- | ------------------------- | ------------------------- | ------------------------- |
| 1                         | Glenn Hofman              | 6:0                       | 6:1                       | 103                       | 108                       | 0,953                     | 1,666                     | 1,875                     | 6                         |
| 2                         | Javier Palazón            | 4:4                       | 4:3                       | 84                        | 58                        | 1,448                     | 2,307                     | 5,000                     | 8                         |
| 3                         | Halit Erensayin           | 2:4                       | 4:4                       | 87                        | 111                       | 0,783                     | 0,857                     | 1,000                     | 6                         |
| 4                         | Goncalo Rodrigues         | 0:6                       | 0:6                       | 40                        | 86                        | 0,465                     | –                         | –                         | 5                         |

| Abschlusstabelle Gruppe B | Abschlusstabelle Gruppe B | Abschlusstabelle Gruppe B | Abschlusstabelle Gruppe B | Abschlusstabelle Gruppe B | Abschlusstabelle Gruppe B | Abschlusstabelle Gruppe B | Abschlusstabelle Gruppe B | Abschlusstabelle Gruppe B | Abschlusstabelle Gruppe B |
| Platz                     | Name                      | MP                        | SV                        | Pkt.                      | Aufn.                     | GD                        | BED                       | BSD                       | HS                        |
| ------------------------- | ------------------------- | ------------------------- | ------------------------- | ------------------------- | ------------------------- | ------------------------- | ------------------------- | ------------------------- | ------------------------- |
| 1                         | Adrian Legazpi            | 6:0                       | 6:0                       | 90                        | 82                        | 1,097                     | 1,304                     | 1,875                     | 6                         |
| 2                         | Nick Zuijkerbuijk         | 4:2                       | 4:2                       | 85                        | 66                        | 1,287                     | 1,500                     | 3,750                     | 6                         |
| 3                         | Marcelo Fransoy           | 2:4                       | 2:5                       | 55                        | 120                       | 0,458                     | 0,440                     | 0,600                     | 3                         |
| 4                         | Yusuke Mori               | 0:6                       | 1:6                       | 73                        | 128                       | 0,570                     | –                         | 1,153                     | 7                         |

| Abschlusstabelle Gruppe C | Abschlusstabelle Gruppe C | Abschlusstabelle Gruppe C | Abschlusstabelle Gruppe C | Abschlusstabelle Gruppe C | Abschlusstabelle Gruppe C | Abschlusstabelle Gruppe C | Abschlusstabelle Gruppe C | Abschlusstabelle Gruppe C | Abschlusstabelle Gruppe C |
| Platz                     | Name                      | MP                        | SV                        | Pkt.                      | Aufn.                     | GD                        | BED                       | BSD                       | HS                        |
| ------------------------- | ------------------------- | ------------------------- | ------------------------- | ------------------------- | ------------------------- | ------------------------- | ------------------------- | ------------------------- | ------------------------- |
| 1                         | Antonio Ortiz             | 4:2                       | 5:2                       | 85                        | 94                        | 0,904                     | 1,153                     | 1,250                     | 9                         |
| 2                         | Jorge Cantó               | 4:2                       | 5:3                       | 101                       | 110                       | 0,918                     | 1,071                     | 1,363                     | 6                         |
| 3                         | Sameh Sidhom              | 4:2                       | 4:3                       | 85                        | 96                        | 0,885                     | 1,034                     | 1,153                     | 6                         |
| 4                         | Juan Medina               | 0:6                       | 0:6                       | 56                        | 82                        | 0,682                     | –                         | –                         | 6                         |

| Abschlusstabelle Gruppe D | Abschlusstabelle Gruppe D | Abschlusstabelle Gruppe D | Abschlusstabelle Gruppe D | Abschlusstabelle Gruppe D | Abschlusstabelle Gruppe D | Abschlusstabelle Gruppe D | Abschlusstabelle Gruppe D | Abschlusstabelle Gruppe D | Abschlusstabelle Gruppe D |
| Platz                     | Name                      | MP                        | SV                        | Pkt.                      | Aufn.                     | GD                        | BED                       | BSD                       | HS                        |
| ------------------------- | ------------------------- | ------------------------- | ------------------------- | ------------------------- | ------------------------- | ------------------------- | ------------------------- | ------------------------- | ------------------------- |
| 1                         | Kim Haeng-jik             | 4:2                       | 5:3                       | 100                       | 138                       | 0,724                     | 0,909                     | 1,000                     | 4                         |
| 2                         | Marco Janssen             | 4:2                       | 4:2                       | 75                        | 110                       | 0,681                     | 0,409                     | 1,363                     | 7                         |
| 3                         | Alan Campos               | 4:2                       | 4:4                       | 105                       | 148                       | 0,709                     | 0,877                     | 1,363                     | 6                         |
| 4                         | Cédric Melnytschenko      | 0:6                       | 2:6                       | 91                        | 132                       | 0,689                     | –                         | 1,153                     | 5                         |

### Finalrunde
|  | Viertelfinale Best of 5 | Viertelfinale Best of 5 | Viertelfinale Best of 5 | Viertelfinale Best of 5 | Viertelfinale Best of 5 | Viertelfinale Best of 5 |                |                | Halbfinale Best of 5 | Halbfinale Best of 5 | Halbfinale Best of 5 | Halbfinale Best of 5 | Halbfinale Best of 5 | Halbfinale Best of 5 |      |       | Finale Best of 5 | Finale Best of 5 | Finale Best of 5 | Finale Best of 5 | Finale Best of 5 | Finale Best of 5 |
|  |                         |                         |                         |                         |                         |                         |                |                |                      |                      |                      |                      |                      |                      |      |       |                  |                  |                  |                  |                  |                  |
|  |                         | Satz                    | Pkt.                    | Aufn.                   | GD                      | HS                      |                |                |                      |                      |                      |                      |                      |                      |      |       |                  |                  |                  |                  |                  |                  |
|  |                         | Satz                    | Pkt.                    | Aufn.                   | GD                      | HS                      |                |                |                      |                      |                      |                      |                      |                      |      |       |                  |                  |                  |                  |                  |                  |
|  | Glenn Hofman            | 3                       | 58                      | 55                      | 1,054                   | 12                      |                |                |                      |                      |                      |                      |                      |                      |      |       |                  |                  |                  |                  |                  |                  |
|  | Glenn Hofman            | 3                       | 58                      | 55                      | 1,054                   | 12                      |                | Satz           | Pkt.                 | Aufn.                | GD                   | HS                   |                      |                      |      |       |                  |                  |                  |                  |                  |                  |
|  | Nick Zuijkerbuijk       | 1                       | 45                      | 54                      | 0,833                   | 6                       |                | Satz           | Pkt.                 | Aufn.                | GD                   | HS                   |                      |                      |      |       |                  |                  |                  |                  |                  |                  |
|  | Nick Zuijkerbuijk       | 1                       | 45                      | 54                      | 0,833                   | 6                       | Glenn Hofman   | 0              | 15                   | 20                   | 0,750                | 3                    |                      |                      |      |       |                  |                  |                  |                  |                  |                  |
|  |                         | Satz                    | Pkt.                    | Aufn.                   | GD                      | HS                      | Glenn Hofman   | 0              | 15                   | 20                   | 0,750                | 3                    |                      |                      |      |       |                  |                  |                  |                  |                  |                  |
|  |                         | Satz                    | Pkt.                    | Aufn.                   | GD                      | HS                      |                | Javier Palazón | 3                    | 45                   | 21                   | 2,142                | 6                    |                      |      |       |                  |                  |                  |                  |                  |                  |
|  | Adrian Legazpi          | 0                       | 34                      | 35                      | 0,971                   | 6                       |                | Javier Palazón | 3                    | 45                   | 21                   | 2,142                | 6                    |                      |      |       |                  |                  |                  |                  |                  |                  |
|  | Adrian Legazpi          | 0                       | 34                      | 35                      | 0,971                   | 6                       |                |                |                      |                      |                      |                      |                      | Satz                 | Pkt. | Aufn. | GD               | HS               |                  |                  |                  |                  |
|  | Javier Palazón          | 3                       | 45                      | 36                      | 1,250                   | 8                       |                |                |                      |                      |                      |                      |                      | Satz                 | Pkt. | Aufn. | GD               | HS               |                  |                  |                  |                  |
|  | Javier Palazón          | 3                       | 45                      | 36                      | 1,250                   | 8                       | Javier Palazón | 1              | 36                   | 40                   | 0,900                | 5                    |                      |                      |      |       |                  |                  |                  |                  |                  |                  |
|  |                         | Satz                    | Pkt.                    | Aufn.                   | GD                      | HS                      | Javier Palazón | 1              | 36                   | 40                   | 0,900                | 5                    |                      |                      |      |       |                  |                  |                  |                  |                  |                  |
|  |                         | Satz                    | Pkt.                    | Aufn.                   | GD                      | HS                      |                | Kim Haeng-jik  | 3                    | 55                   | 41                   | 1,341                | 5                    |                      |      |       |                  |                  |                  |                  |                  |                  |
|  | Antonio Ortiz           | 3                       | 56                      | 66                      | 0,848                   | 4                       |                | Kim Haeng-jik  | 3                    | 55                   | 41                   | 1,341                | 5                    |                      |      |       |                  |                  |                  |                  |                  |                  |
|  | Antonio Ortiz           | 3                       | 56                      | 66                      | 0,848                   | 4                       |                | Satz           | Pkt.                 | Aufn.                | GD                   | HS                   |                      |                      |      |       |                  |                  |                  |                  |                  |                  |
|  | Marco Janssen           | 1                       | 37                      | 65                      | 0,569                   | 4                       |                | Satz           | Pkt.                 | Aufn.                | GD                   | HS                   |                      |                      |      |       |                  |                  |                  |                  |                  |                  |
|  | Marco Janssen           | 1                       | 37                      | 65                      | 0,569                   | 4                       | Antonio Ortiz  | 0              | 33                   | 34                   | 0,970                | 5                    |                      |                      |      |       |                  |                  |                  |                  |                  |                  |
|  |                         | Satz                    | Pkt.                    | Aufn.                   | GD                      | HS                      | Antonio Ortiz  | 0              | 33                   | 34                   | 0,970                | 5                    |                      |                      |      |       |                  |                  |                  |                  |                  |                  |
|  |                         | Satz                    | Pkt.                    | Aufn.                   | GD                      | HS                      |                | Kim Haeng-jik  | 3                    | 45                   | 35                   | 1,285                | 4                    |                      |      |       |                  |                  |                  |                  |                  |                  |
|  | Kim Haeng-jik           | 3                       | 45                      | 55                      | 0,818                   | 5                       |                | Kim Haeng-jik  | 3                    | 45                   | 35                   | 1,285                | 4                    |                      |      |       |                  |                  |                  |                  |                  |                  |
|  | Kim Haeng-jik           | 3                       | 45                      | 55                      | 0,818                   | 5                       |                |                |                      |                      |                      |                      |                      |                      |      |       |                  |                  |                  |                  |                  |                  |
|  | Jorge Cantó             | 0                       | 37                      | 53                      | 0,698                   | 5                       |                |                |                      |                      |                      |                      |                      |                      |      |       |                  |                  |                  |                  |                  |                  |
|  | Jorge Cantó             | 0                       | 37                      | 53                      | 0,698                   | 5                       |                |                |                      |                      |                      |                      |                      |                      |      |       |                  |                  |                  |                  |                  |                  |

## Abschlusstabelle
| MP    | Match Punkte (Sieger = 2; Unentschieden = 1; Verlierer = 0) |
| SV    | Satzverhältnis (nur bei Turnieren im Satzsystem)            |
| Pkte. | Erzielte Karambolagen                                       |
| Aufn. | benötigte Aufnahmen                                         |
| GD    | Generaldurchschnitt                                         |
| MGD   | Mannschafts-Generaldurchschnitt                             |
| BED   | Bester Einzeldurchschnitt eines Spielers                    |
| BEMD  | Bester Einzeldurchschnitt einer Mannschaft                  |
| BSD   | Bester Satzdurchschnitt eines Spielers                      |
| HS    | Höchstserie                                                 |
| WRP   | Weltranglistenpunkte                                        |

| Endklassement              | Endklassement | Endklassement        | Endklassement | Endklassement | Endklassement | Endklassement | Endklassement | Endklassement | Endklassement | Endklassement |
| Phase                      | Platz         | Name                 | MP            | SV            | Pkt.          | Aufn.         | GD            | BED           | BSD           | HS            |
| -------------------------- | ------------- | -------------------- | ------------- | ------------- | ------------- | ------------- | ------------- | ------------- | ------------- | ------------- |
| Finale                     | 1             | Kim Haeng-jik        | 10:2          | 14:4          | 245           | 269           | 0,910         | 1,341         | 1,875         | 5             |
| Finale                     | 2             | Javier Palazón       | 8:4           | 11:6          | 210           | 155           | 1,354         | 2,307         | 5,000         | 8             |
| Halb- finale               | 3             | Glenn Hofman         | 8:2           | 9:5           | 176           | 183           | 0,961         | 1,666         | 3,000         | 12            |
| Halb- finale               | 3             | Antonio Ortiz        | 6:4           | 8:6           | 174           | 194           | 0,896         | 1,153         | 1,250         | 9             |
| Viertel- finale            | 5             | Adrian Legazpi       | 6:2           | 6:3           | 124           | 117           | 1,059         | 1,304         | 1,875         | 6             |
| Viertel- finale            | 6             | Nick Zuijkerbuijk    | 4:4           | 5:5           | 130           | 120           | 1,083         | 1,500         | 3,750         | 6             |
| Viertel- finale            | 7             | Marco Janssen        | 4:4           | 5:5           | 112           | 175           | 0,640         | 0,909         | 1,363         | 7             |
| Viertel- finale            | 8             | Jorge Cantó          | 4:4           | 5:6           | 138           | 163           | 0,846         | 1,071         | 1,363         | 6             |
| Gruppen- phase             | 9             | Sameh Sidhom         | 4:2           | 4:3           | 85            | 96            | 0,885         | 1,034         | 1,153         | 6             |
| Gruppen- phase             | 10            | Alan Campos          | 4:2           | 4:4           | 105           | 148           | 0,709         | 0,877         | 1,363         | 6             |
| Gruppen- phase             | 11            | Halit Erensayin      | 2:4           | 4:4           | 87            | 111           | 0,783         | 0,857         | 1,000         | 6             |
| Gruppen- phase             | 12            | Marcelo Fransoy      | 2:4           | 2:5           | 55            | 120           | 0,458         | 0,440         | 0,600         | 3             |
| Gruppen- phase             | 13            | Cédric Melnytschenko | 0:6           | 2:6           | 91            | 132           | 0,689         | –             | 1,153         | 5             |
| Gruppen- phase             | 14            | Yusuke Mori          | 0:6           | 1:6           | 73            | 128           | 0,570         | –             | 1,153         | 7             |
| Gruppen- phase             | 15            | Juan Medina          | 0:6           | 0:6           | 56            | 82            | 0,682         | –             | –             | 6             |
| Gruppen- phase             | 16            | Goncalo Rodrigues    | 0:6           | 0:6           | 40            | 86            | 0,465         | –             | –             | 5             |
| Turnierdurchschnitt: 0,834 |               |                      |               |               |               |               |               |               |               |               |